# Stakenberg

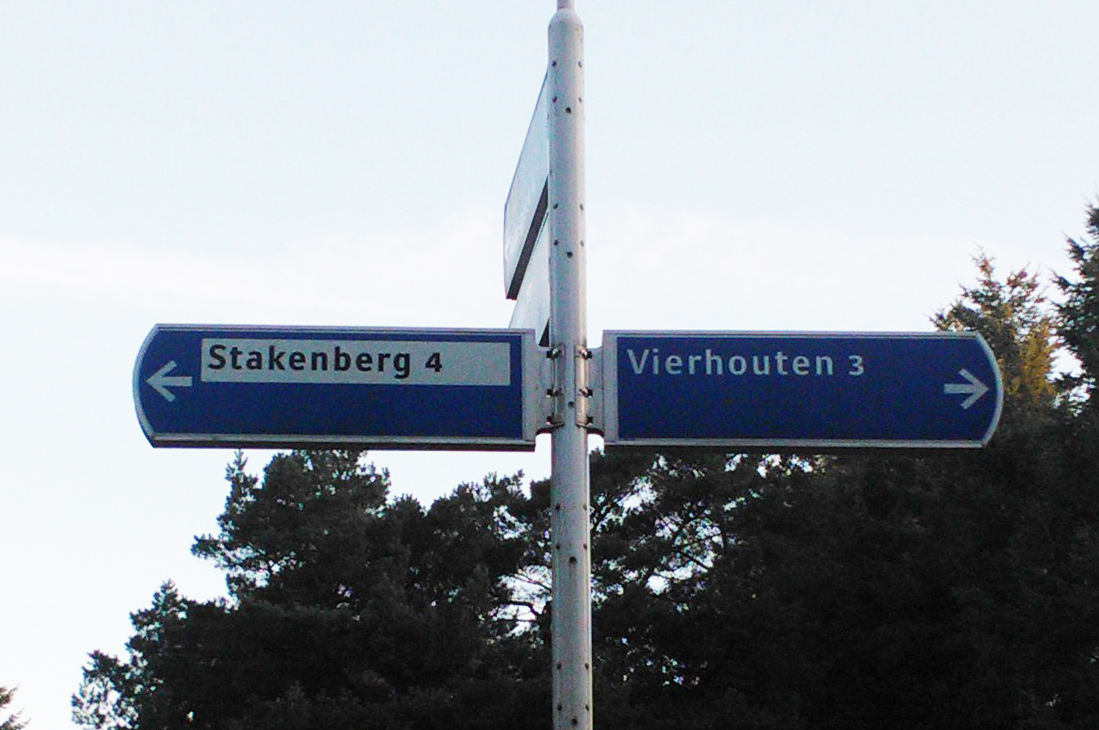
ANWB verkeersbord Stakenberg

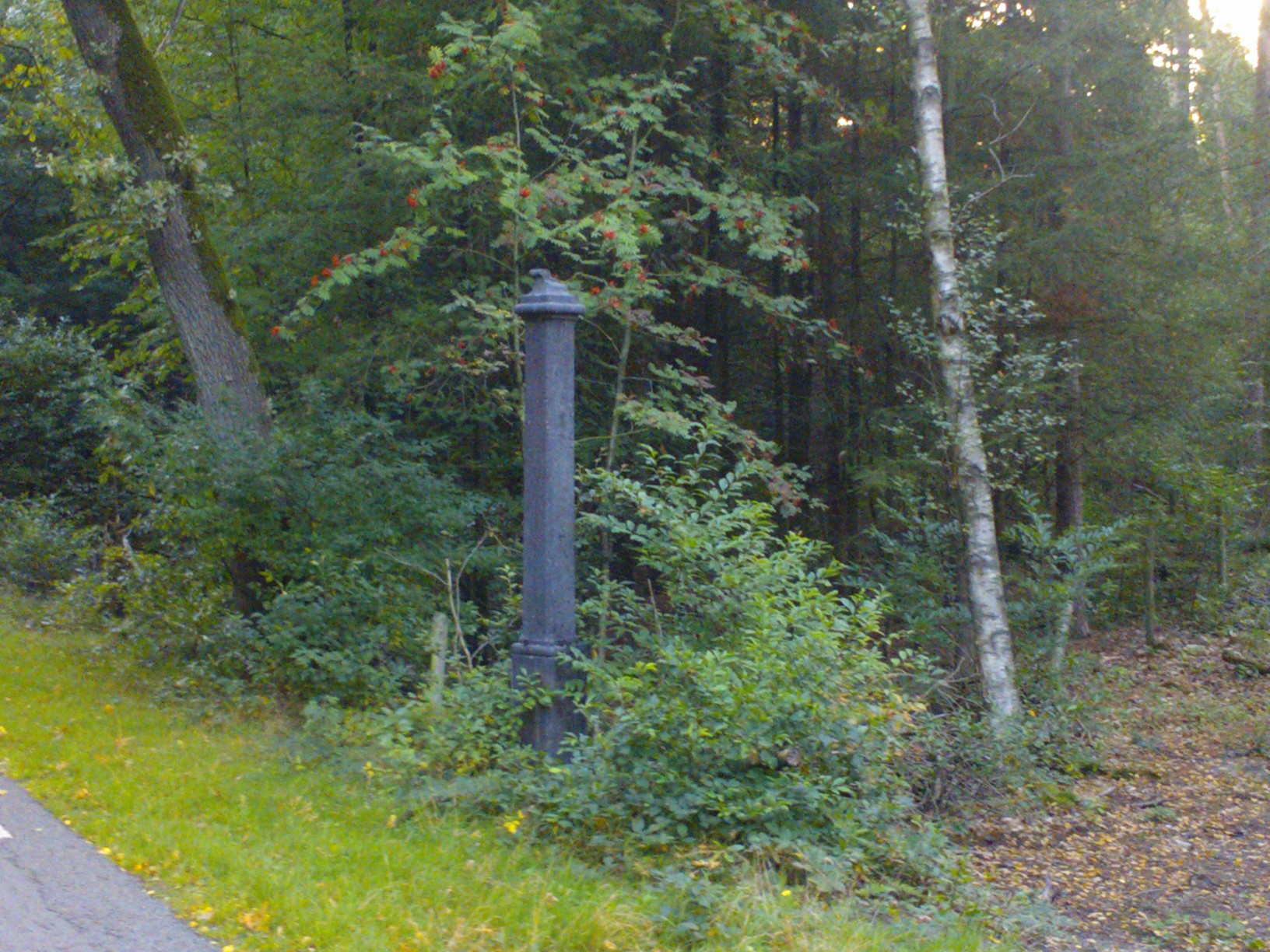
Grenspaal aan de Stakenbergweg

Stakenberg is een heuvel in de Nederlandse provincie Gelderland, op de heide tussen Nunspeet en Elspeet. Aan de naam van deze heuvel zijn de namen van een landgoed en een heide ontleend. De speelweide met uitkijktoren nabij de Stakenberg is een bekende attractie voor dagtoeristen.

## Geschiedenis
De oudst bekende beschrijving van de Stakenberg dateert uit 1730 in een beschrijving van mr. Johan Schrassert, raad en secretaris van Harderwijk. Uit die beschrijving blijkt dat op de Stakenberg een kleine heuvel was opgeworpen waarop een grenspaal stond. Deze grenspaal vormde een afbakening tussen de velden van Hierden, Elspeet en Hulshorst. Er resteren nog drie van deze grenspalen in het gebied.
Op de Stakenbergerheide bevinden zich enkele archeologische vindplaatsen, waaronder grafheuvels en oude karrewegen.
Lange tijd is de Stakenbergerheide in gebruik geweest als oefenterrein door de Koninklijke Landmacht. Al in 1911 was er sprake van militaire oefeningen, die door toeschouwers vanaf de Stakenberg bekeken werden. Sinds de sloop van de Generaal Winkelman Kazerne in 2001 is de heide weer primair natuurgebied.
In de Tweede Wereldoorlog is door Joodse arbeiders van Kamp De Bruine Enk de Stakenbergerweg aangelegd. Een stuk bos dat toen werd aangeplant wordt sindsdien door omwonenden 'Het Jodenbos' genoemd.

## Flora en fauna
De Stakenbergerheide is een van de plaatsen in Nederland waar een jeneverbesbos groeit. Ook is het een vindplaats van de rode lijstsoort grondster (Illecebrum verticillatum).

## Landgoed
Tussen 1912 en 1915 werden op de Stakenberg twee landgoederen gesticht, Refugium en Huize Stakenberg. De gemeente Ermelo verkocht er de grond voor, heide en stuifzand. De eigenaar van huize Stakenberg bedong dat er vrij uitzicht zou zijn op de toren van Elspeet en dat er geen vliegveld zou komen op de heide. Huize Stakenberg brandde af tijdens de Tweede Wereldoorlog. Vanaf 1949 tot 2000 was het landgoed Refugium bij PTT in gebruik als vakantiepark voor haar medewerkers. Anno 2019 is Landgoed Stakenberg 35 hectare groot, er staan vijftig recreatiebungalows en een hotel.